# Центр молекулярной медицины имени Макса Дельбрюка
Центр молекулярной медицины им. Макса Дельбрюка (нем. Max-Delbrück-Centrum für Molekulare Medizin in der Helmholtz-Gemeinschaft (MDC)) — один из 18 институтов Общества Гельмгольца, расположенный в северо-восточном районе Берлина Бух, основной миссией которого является внедрение результатов открытий фундаментальных исследований в области молекулярной биологии в клиническую медицину с целью предупреждения, диагностики и лечения распространённых заболеваний человека.

## История
Центр молекулярной медицины Макса Дельбрюка основан в январе 1992 года как результат слияния трёх институтов, которые до 1990 года принадлежали Академии наук Германской Демократической Республики, а именно: Центрального института молекулярной биологии, Центрального института исследования рака и Центрального института исследований сердечно-сосудистой системы, которые с 1947 до 1972 года составляли Институт медицины и биологии.
Центр назван в честь известного биофизика и лауреата Нобелевской премии по физиологии и медицине в 1969 году — Макса Дельбрюка.

## Организация
Центр насчитывает примерно 1,600 постоянных и гостевых сотрудников. Семьдесят исследовательских групп работают по следующим социально значимыми направлениям:
- исследования рака,
- исследование сердечно-сосудистых и метаболических заболеваний,
- исследование функций и дисфункций нервной системы,
- медицинская системная биология.

Центр Макса Дельбрюка тесно сотрудничает с университетской клиникой Шарите в рамках The Experimental and Clinical Research Center (ECRC).
В связи с тем, что медицинская системная биология занимает особое место в Центре Макса Делбрюка, создан Берлинский институт медицинской системной биологии (The Berlin Institute for Medical Systems Biology — BIMSB), который также является частью Института интегративных исследований наук о жизни (Integrative Research Life Sciences Institute — IRI).

## Финансирование
Годовой бюджет центра составляет примерно 76 миллионов €, 90 % которого поступает от федерального бюджета и 10 % от земельного бюджета Берлина. Дополнительно исследователи центра получают примерно 21 миллион € за счёт грантов и других источников внешнего финансирования.

## Медаль Макса Дельбрюка
Центр Макса Дельбрюка ежегодно присуждает Медаль Макса Дельбрюка в рамках Berlin Lectures on Molecular Medicine.